# Arcisate
Arcisate is een gemeente, gelegen in het bergdal Valceresio in de Italiaanse provincie Varese (regio Lombardije) en telt 9.991 inwoners (31-12-2010). De oppervlakte bedraagt 12,2 km², de bevolkingsdichtheid is 819 inwoners per km².
De volgende frazioni maken deel uit van de gemeente: Brenno Useria, Velmaio.

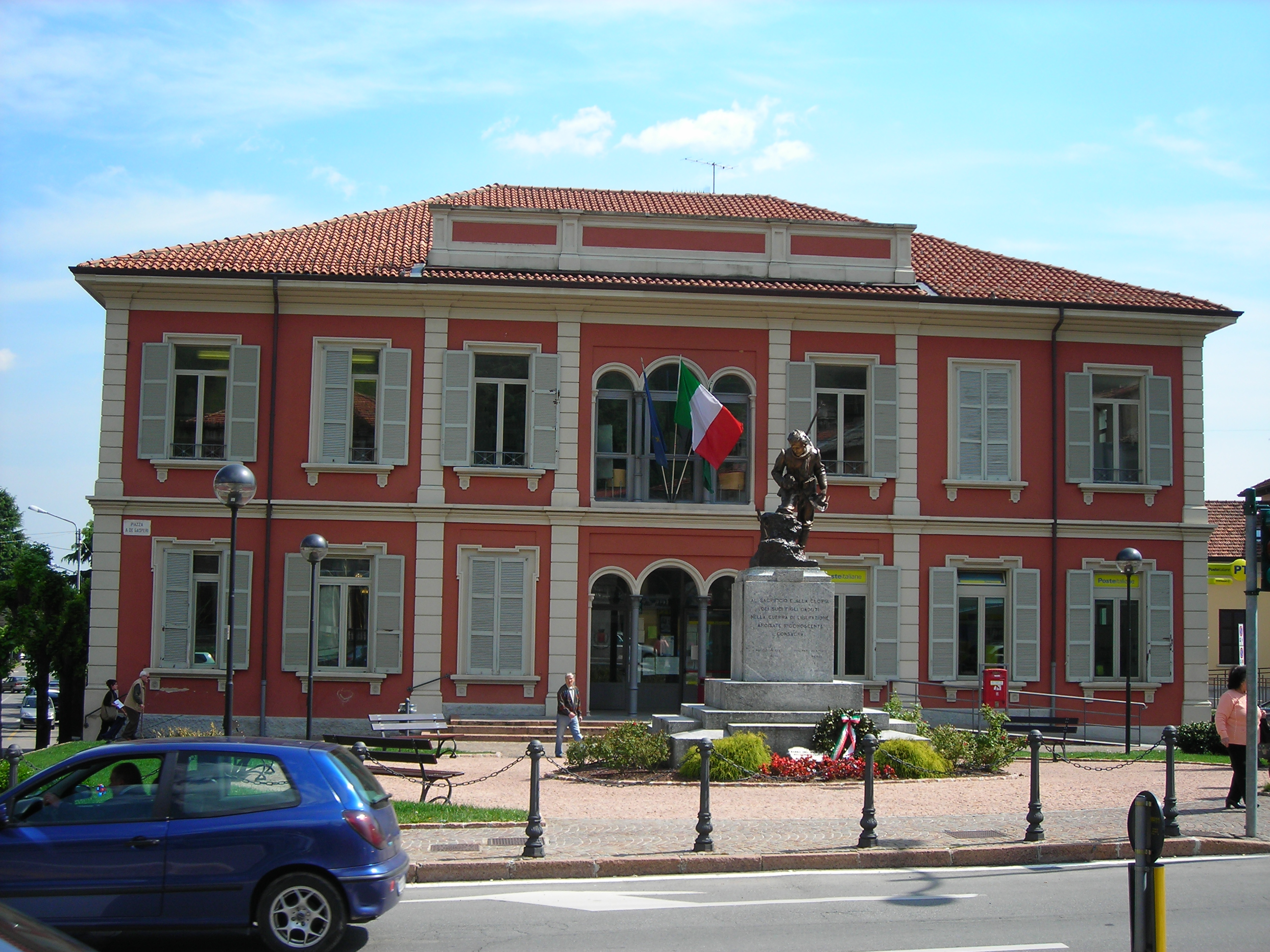
Monument
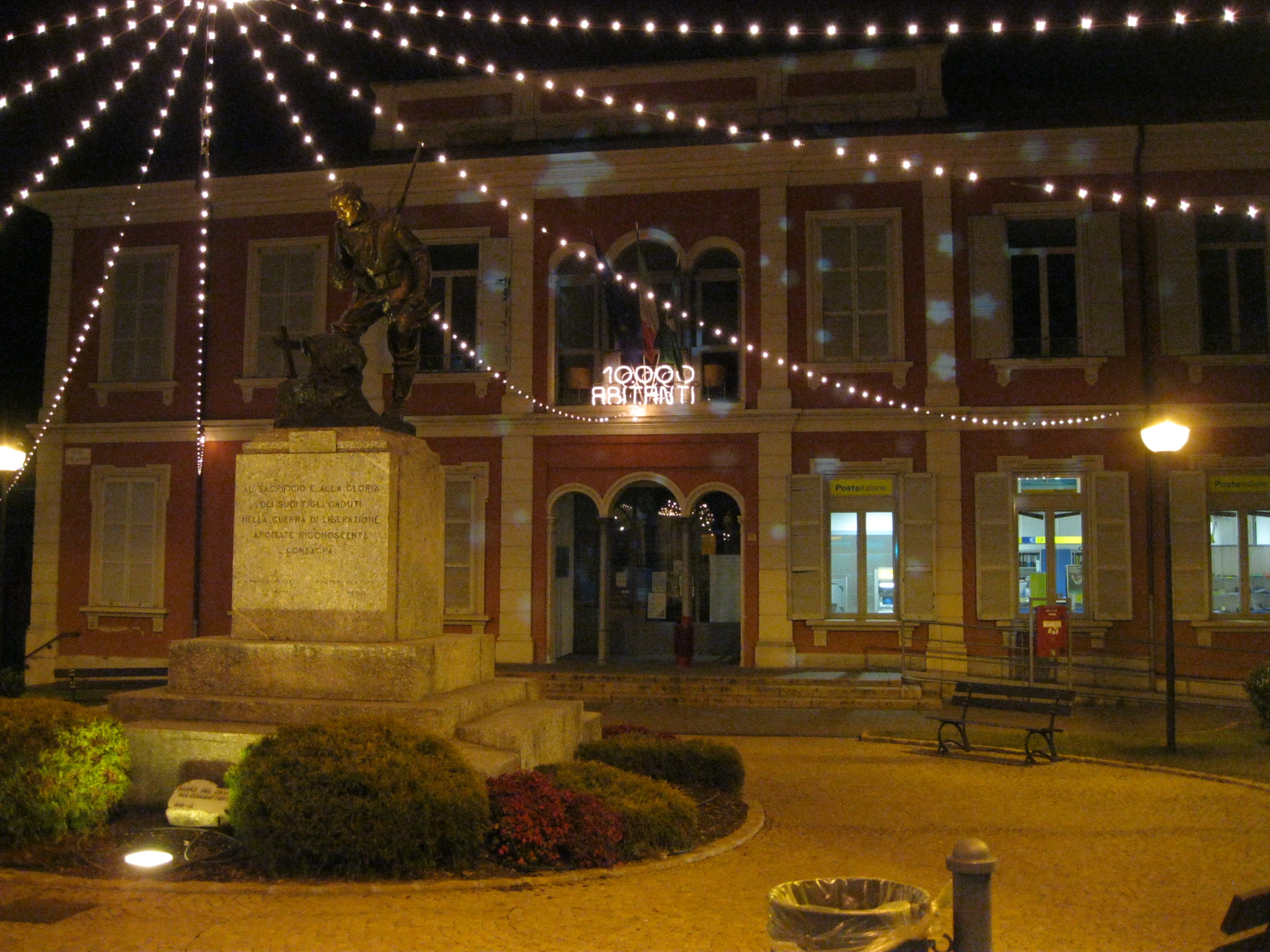
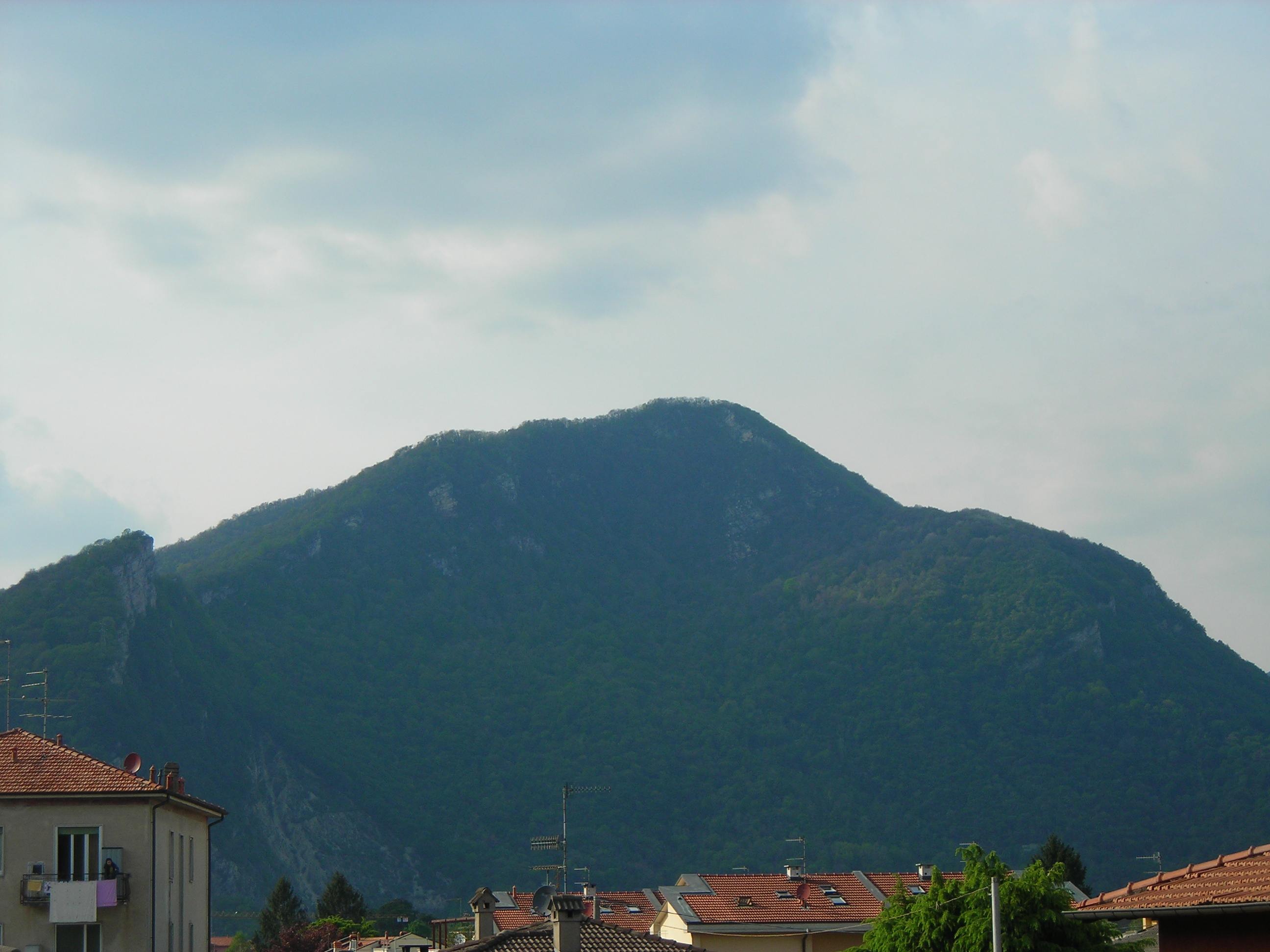
Monte Rho, achter Arcisate

## Demografie
Arcisate telt ongeveer 3737 huishoudens. Het aantal inwoners steeg in de periode 1991-2001 met 3,6% volgens cijfers uit de tienjaarlijkse volkstellingen van ISTAT.
| Jaar | Inwoneraantal |
| ---- | ------------- |
| 1991 | 8954          |
| 2001 | 9280          |
| 2004 | 9776          |
| 2010 | 9991          |

## Geografie
De gemeente ligt op ongeveer 372 m boven zeeniveau.
Arcisate grenst aan de volgende gemeenten: Bisuschio, Cantello, Cuasso al Monte, Induno Olona, Valganna, Varese, Viggiù.